# Трамвай Буенос-Айреса
Трамвай Буенос-Айреса — загальна назва, що об'єднує стару трамвайну мережу міста, історичний трамвай і сучасний трамвай.

## Стара мережа
Електричний трамвай з'явився в Буенос-Айресі у 1897 році та існував до 1963 року, після чого трамвай було замінено автобусами. Перша трамвайна мережа Буенос-Айреса була надто значущою, загальна довжина перевищувала вісімсот кілометрів (нині ніде у світі немає трамвайної мережі з подібними розмірами).

## Історичний трамвай
Історичний трамвай (Tramway Histórico) діє з 15 листопада 1980 року.

## Сучасний трамвай
«Східний трамвай» (ісп. Tranvía del Este, також відомий як «Puerto Madero Tramway») було побудовано у районі Пуерто Мадеро (Puerto Madero). Він обслуговувався залізничною компанією Ferrovías.
Відкриття першої черги трамвая відбулось 14 липня 2007 року.
Закрито через збитковість: 2016 року стало відомо, що міська влада вирішила демонтувати мережу, що фактично не використовувалася з 2012-го. Елементи колійного господарства та рухомий склад має бути використано повторно у столичному «Преметро».

### Рухомий склад
На цій лінії використовувалися два трамвая Citadis 302 (в Буенос-Айресі їх називають Celeris) виробництва французької компанії Alstom. Ці трамваї двосторонні, вони мають кабіни в обох кінцях і двері з обох боків, та, відповідно, не вимагають розворотних кілець чи трикутників. Трамваї мають низьку підлогу, складаються з чотирьох секцій. У кожному трамваї є 48 звичайних пасажирських сидінь та 16 відкидних сидінь. Кількість місць для стояння становить приблизно 250.

### Опис мережі
Перша трамвайна лінія мала довжину два кілометри. Вона проходила паралельно до вулиці Авеніда Алісія Моро де Хусто, між вулицями Авеніда Кордова та Авеніда Індепенденсія. Трамвайну лінію прокладено відокремленою смугою.
Планувалося продовження лінії, щоб вона поєднала два вокзали, Ретіро (Estación Retiro) та Конститусіон (Estación Constitución|), планувалося також будівництво й інших трас трамвая.
Зупинки:
- Кордова (Av. Alicia Moreau de Justo and Av. Córdoba)
- Коррієнтес (Av. Alicia Moreau de Justo and Av. Corrientes)
- Бельграно (Av. Alicia Moreau de Justo and Av. Belgrano)
- Індепенденсія (Av. Alicia Moreau de Justo and Av. Independencia)